# Najaśnica
Najaśnica – rodzaj mobilnego, umieszczonego na wózku, zestawu oświetleniowego, składający się zazwyczaj z generatora prądu napędzanego silnikiem wysokoprężnym, masztu i zestawu lamp halogenowych.
Najaśnice wykorzystuje np. straż pożarna do doświetlania miejsca prowadzonej akcji gaśniczej; wykorzystywane są również na placach budów, znajdują zastosowanie wszędzie tam gdzie nie ma innego rodzaju oświetlenia.